# Zoja Kosmoděmjanská
Zoja Anatoljevna Kosmoděmjanská (rusky Зоя Анато́льевна Космодемья́нская, 13. září 1923, Osikový Háj, Tambovská oblast – 29. listopadu 1941, Petriščevo, Moskevská oblast) byla sovětská partyzánka za druhé světové války. Byla zajata německými  nacisty a popravena v obci Petriščevo. Její příběh měl velký ohlas v sovětském veřejném mínění za války a stal se předmětem masivní propagandy. Hrdinka Sovětského svazu in memoriam, první ženská nositelka tohoto titulu.

## Život
Ačkoli sovětská propaganda po Zojině smrti hovořila o jejím rolnickém původu, její matka Ljubov Kosmoděmjanská byla učitelka, otec Anatolij Petrovič Kosmoděmjanský knihovník. Roku 1930 se rodina přestěhovala do Moskvy.
Od mládí byla zřejmě přesvědčenou komunistkou, v roce 1938 vstoupila do Komsomolu. Po přepadení Sovětského svazu německými vojsky se jako dobrovolnice přihlásila do rozvědky. V říjnu 1941 vstoupila do diverzního oddílu při štábu Západního frontu, který se připravoval na vysazení na nepřátelském území a následný partyzánský způsob boje. Mezi partyzány vystupovala pod přezdívkou Táňa. V listopadu byla její skupina vysazena v nepřátelském týlu.
Dne 4. listopadu 1941, několik týdnů po svých osmnáctých narozeninách, vyrazila Zoja spolu s dvěma spolubojovnicemi na svou první bojovou misi. Především pokládaly na silnice hřebíky. Při diverzních akcích se všechny tři dostaly i do křížové palby, ale přežily. Přesto měla její skupina obrovské ztráty, před její poslední akcí zbyli už pouze tři – Zoja, Boris Krajinov a Vasilij Kljubkov.
Někdy v druhé polovině listopadu se Zoja vydala na samostatnou misi do obce Petriščevo, která se jí stala osudnou. V Petriščevu bylo ubytováno několik desítek německých vojáků. Při prvním nočním průniku do Petriščeva se jí podařilo přestřihnout telefonní dráty. Další noci chtěla Zoja podpálit stáje, avšak akcí s dráty noc předtím na sebe upozornila a němečtí vojáci byli v pohotovosti. Zoja byla zajata, a to pravděpodobně bez jediného výstřelu. Při střetu s hlídkou si zřejmě neuvědomila, že již nemá automatickou pistoli TT, ale revolver, který krátce před tím směnila s jinou členkou partyzánské skupiny, a proto nestihla vystřelit.
Po zajetí byla vysvlečena do spodního prádla a odvlečena na velitelství. Tam pak byla brutálně mučena: vojáci ji bili pěstmi a bičovali opasky, pálili zápalkami, tloukli do páteře, nechali ji chodit bosou po sněhu až do vysílení. Přesto u výslechu nepromluvila. Druhý den nechali vojáci před velitelstvím postavit šibenici a Zoju zde 29. listopadu 1941 oběsili. Její poslední slova měla být: „Je nás dvě stě miliónů. Všechny nás nepověsíte. Ať žije soudruh Stalin!“ Němci zohavovali její mrtvé visící tělo a fotografovali se s ním (tyto fotografie i fotografie z mučení byly objeveny v říjnu 1943 u vojáků zajaté 197. divize wehrmachtu). Viselo před velitelstvím více než měsíc, kde ho objevily sovětské jednotky, jež mezitím přešly do protiofenzívy.

## Propaganda
Sovětská propaganda vycítila, že v příběhu Zoji se skýtá obrovský potenciál – pro její mládí, krásu, odvahu i osud, jenž prozrazoval bezmeznou krutost germánských (německých) okupantů.
Kampaň zahájil 27. ledna 1942 článek Pjotra Lidova v deníku Pravda, který příběh Zoji sestavil z vyprávění vesničanů z Petriščeva. Pojednával ještě o bezejmenné umučené mladé dívce. Článek si přečetl i sovětský vůdce Josif Stalin, kterého nadchnul a rozhodl, že dívka musí být identifikována, aby jí mohl udělit, jako první ženě v historii, titul Hrdina Sovětského svazu. 13. února 1942 mrtvou partyzánku identifikovala Zojina matka a vzápětí o mučení své dcery promluvila v rozhlase, což mělo mimořádný účinek na veřejné mínění v Sovětském svazu.
Po Zoje byla záhy pojmenována řada ulic, kolchozů a pionýrských skupin, byla po ní pojmenována též hora v pohoří Zailijský Alatau v Kazachstánu.
Ještě za války byl natočen film Zoja (Зоя) v režii Lva Arnštama a se sugestivní hudbou Dmitrije Šostakoviče, který navštívilo do konce války 20 milionů diváků.
V Petriščevu bylo zřízeno Muzeum Zoji Kosmoděmjanské, které v dobách Sovětského svazu ročně navštěvovalo 180 000 návštěvníků.

## Fotografie

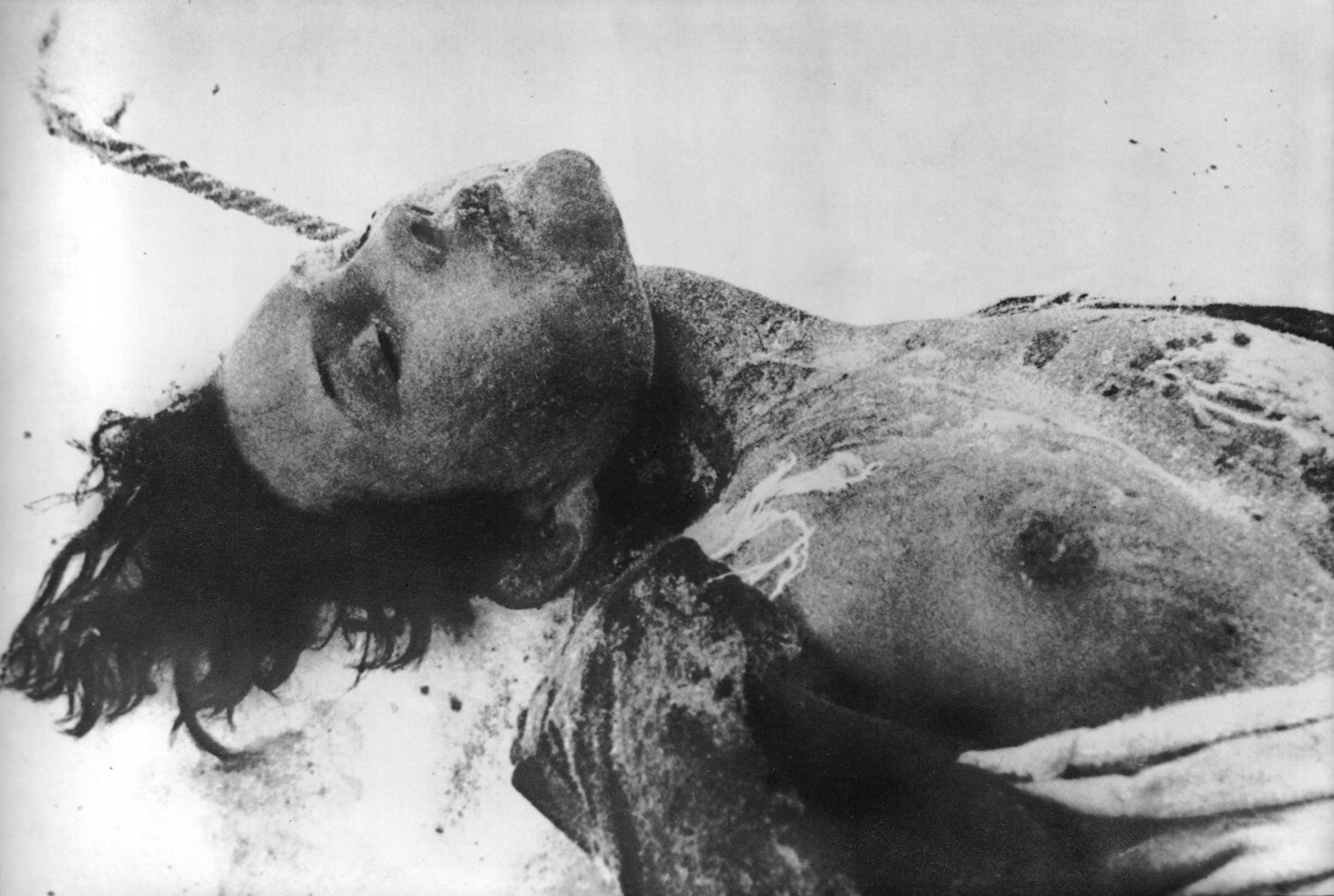
Sergej Nikolajevič Strunnikov, fotografie Zoji Kosmoděmjanské, leden 1942

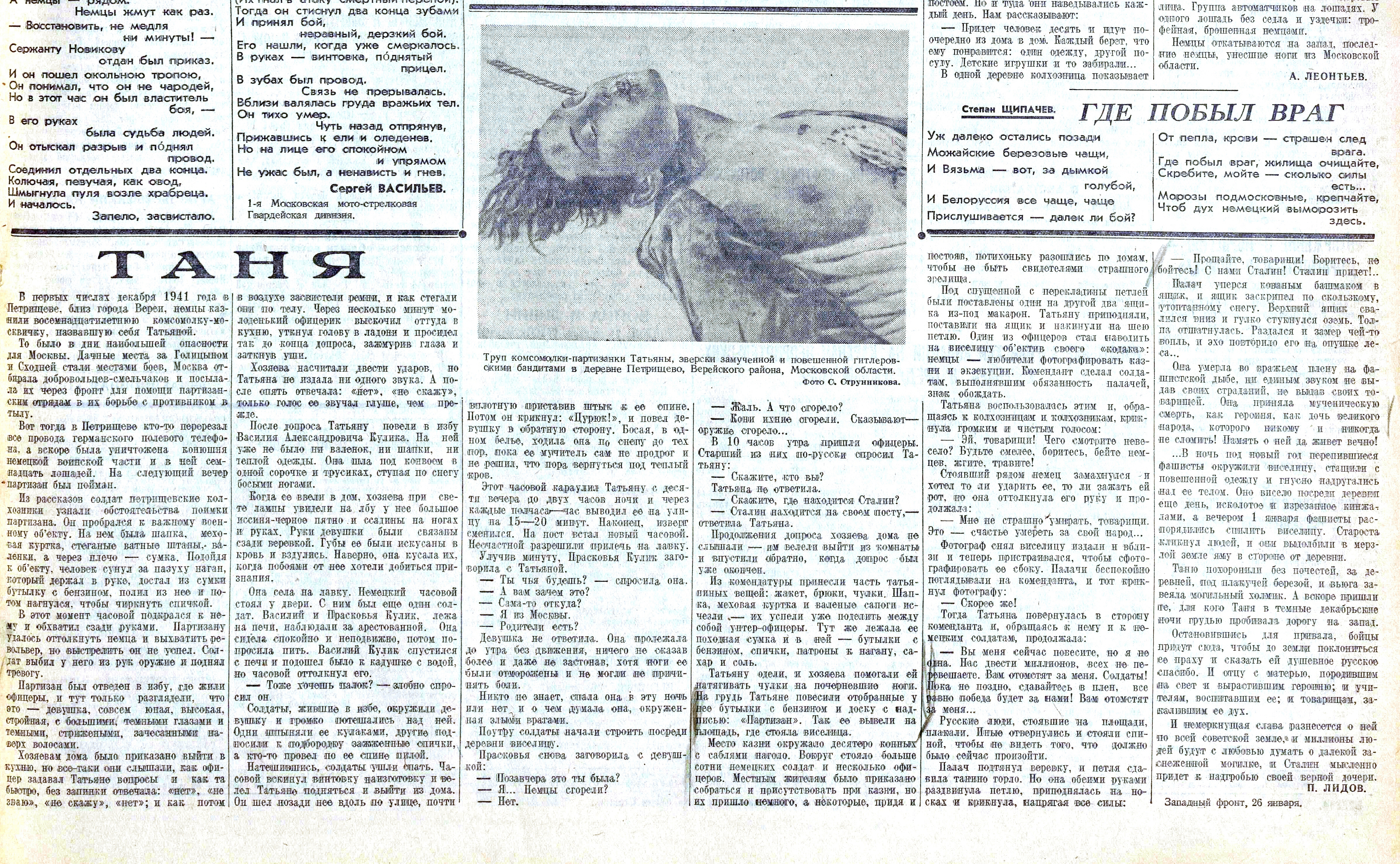
Esej Tanja, noviny Pravda, 27. ledna 1942

Fotografie těla popravené partyzánky Zoji Kosmoděmjanské se stal nejznámějším snímkem sovětského fotografa Sergeje Nikolajeviče Strunnikova. Poté, co se stal „klasickým vojenským fotografickým příběhem“ snímek poprvé zveřejněn v deníku Pravda 27. ledna 1942 jako ilustrace k eseji Petra Lidova „Tanja“ a následně byl několikrát dotisknut, získal význam symbolu ovlivňujícího pozdější umělecká díla různých žánrů věnovaných obrazu zavražděné dívky, včetně plakátu Victora Denise „Zabij fašistického fanatika!“ (1942), malby Kukryniksyho (2. vydání, 1942), náhrobního kamene sochaře Oleg Komov u hrobu Kosmoděmjanské na hřbitově Novodevičí (1986). Poetický popis Strunnikovovy fotografie doplňuje třetí kapitolu básně Margaret Aliger Zoja (1942).
Zoju fotografoval Strunnikov v detailu, ležela ve sněhu se skloněnou hlavou, kolem krku měla kousek provazu a holou hruď. Odborníci berou na vědomí vysoké umělecké přednosti Strunnikovovy práce a zvažují obraz v kontextu překonávání tabu a poukazují na ambivalenci obrazu vytvořeného fotografem.
Filmový kritik Henri Vartanov, který nazval fotografii „bombou, která vyhodila do vzduchu všechna tabu v jednom pádu“, zdůrazňuje, že „vzhled této fotografie na stránkách ústředního stranického orgánu výrazně rozšířil hranice toho, co bylo povoleno“.

## Pochybnosti
Po rozpadu SSSR se objevily pochybnosti o její identitě, psychickém zdraví či smyslu jejích žhářských útoků.
Otazníky kolem skutečné identity popravené partyzánky vyplývají z toho, že 12. ledna 1942 přijela do Petriščeva komise, která měla identifikovat umučenou dívku. Komise s sebou vezla matky, které pohřešovaly dcery v Zojině věku, ale žádná z matek v dívce svou dceru nepoznala. Druhá komise s matkami přijela 13. února 1942, již po rozjetí propagandistické mašinérie, která ze Zoji udělala dokonalou hrdinku. Tehdy komise narazila na opačný problém – všechny matky tvrdily, že v popravené poznaly svou dceru. Komise pak za matku určila matku Zoji, neboť prý vystupovala nejpřesvědčivěji. Jediná Jelena Senjavská z Institutu ruských dějin ale tvrdí, že hrdinnou mučednicí byla komsomolka Lydija Azolina.
Roku 1991 vyšel v týdeníku Argumenty i Fakty článek, který tvrdil, že Zoju neumučili němečtí vojáci, ale místní zemědělci, které rozlítilo, že Zoja zapalovala v jejich vsi. Roku 1999 byly v časopise Parlamentskaja Gazeta zveřejněny poznámky Pjotra Lidova, který legendu o Zoje stvořil a o partyzánce shromažďoval fakta celý život. Z nich vyplývalo, že propagandou zatajovanou informací v příběhu o Zoje bylo, že byla zatčena patrně ve spánku, nikoli při bojové akci, a že byla udána skutečně místními obyvateli, kteří byli s diverzními akcemi partyzánů nespokojeni.
Roku 2006 agentura RIA Novosti publikovala novou verzi, na základě nově odtajněných spisů NKVD, která tvrdí, že Zoja byla Němcům udána svým spolubojovníkem Vasilijem Kljubkovem, který byl zajat dříve, než stihl vykonat svůj úkol. Oficiální místa tuto informaci tajila, aby Kljubkovova zrada nevrhla špatné světlo na partyzánské hnutí.

## Památka

### Ve filatelii

Poštovní známky a obálky
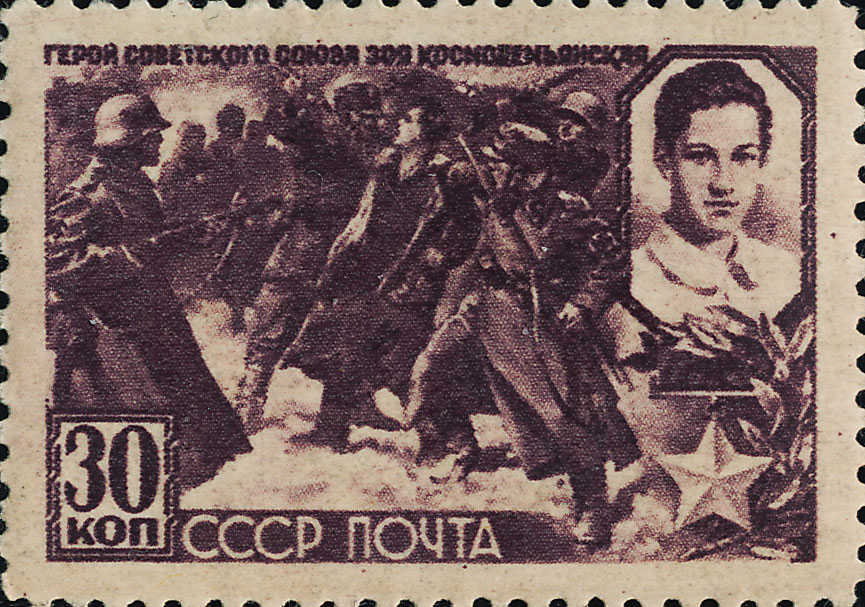
Poštovní známka SSSR, 1942
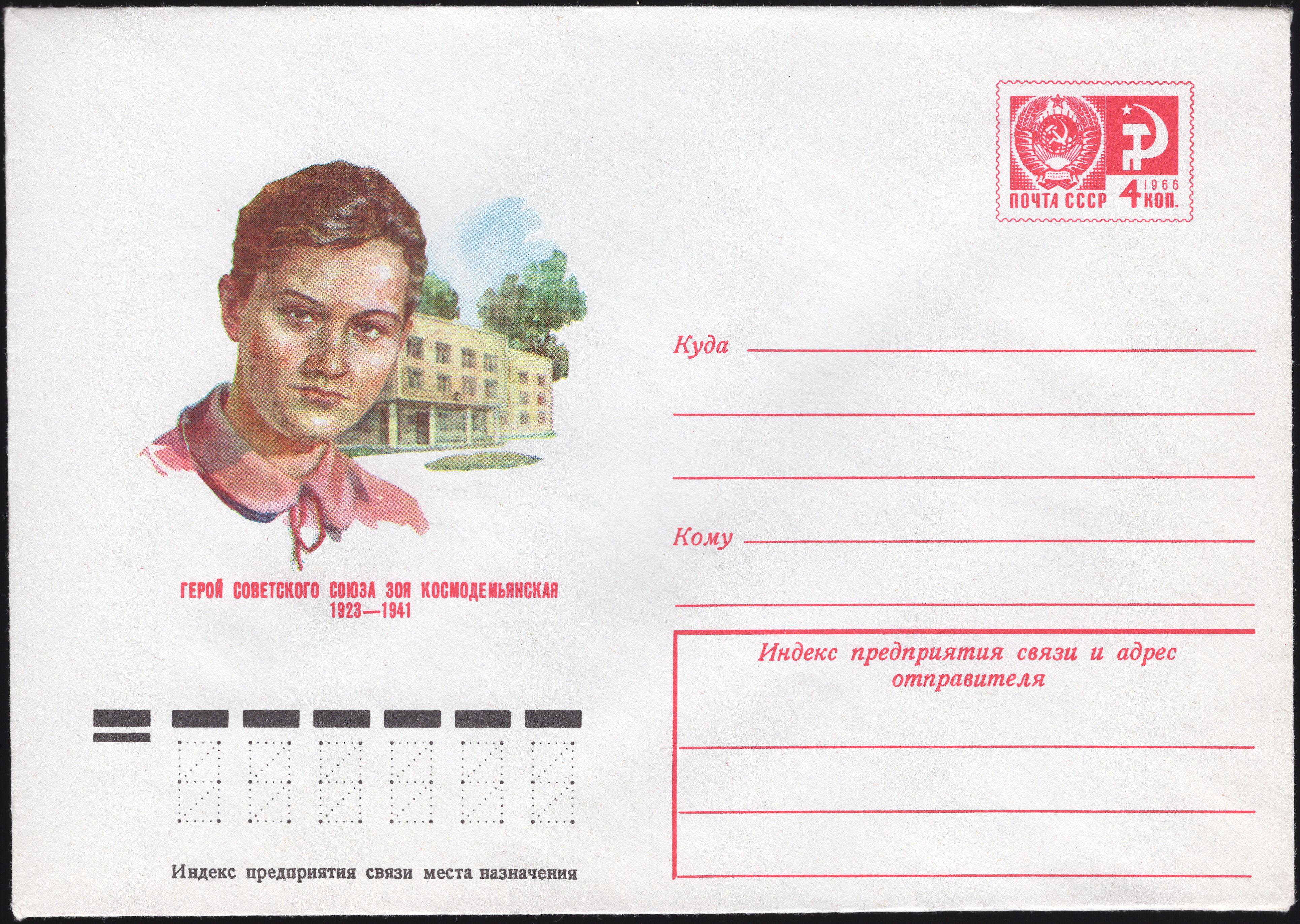
Poštovní obálka SSSR, 1975
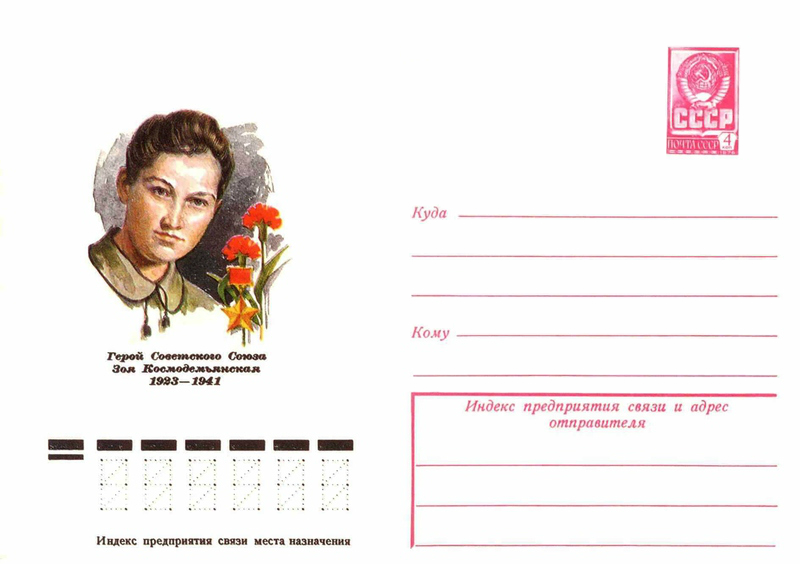
Poštovní obálka SSSR, 1978
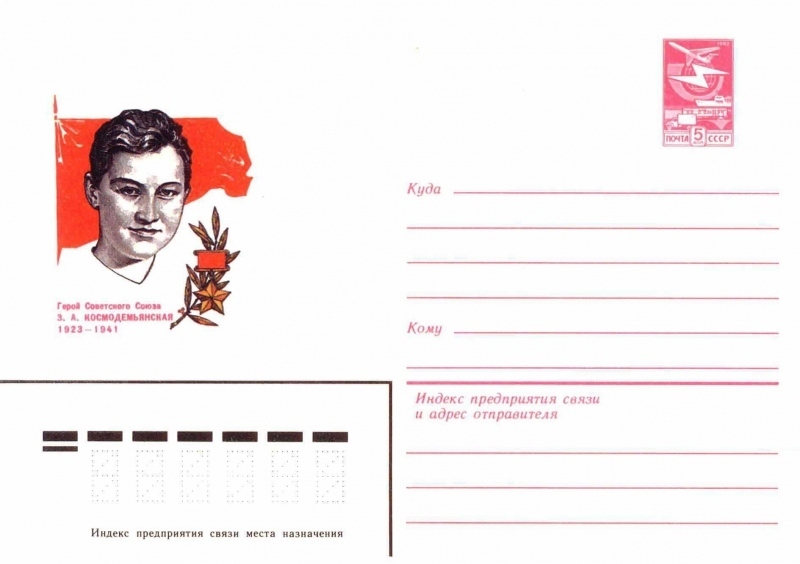
Poštovní obálka SSSR, 1983
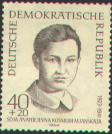
Poštovní známka NDR, 1967